# Bộ các Lực lượng Vũ trang Cách mạng Cuba
Bộ các Lực lượng Vũ trang Cách mạng Cuba (tiếng Tây Ban Nha: Ministerio de las Fuerzas Armadas Revolucionarias de Cuba), một số tài liệu tiếng Việt ghi là Bộ Quốc phòng Cuba, là cơ quan trực thuộc Hội đồng Bộ trưởng Cuba với nhiệm vụ chịu trách nhiệm chỉ đạo, điều hành và kiểm soát việc áp dụng chính sách của Nhà nước và Chính phủ liên quan đến hoạt động chuẩn bị quốc phòng, bảo vệ chủ quyền đất nước trên tất cả các lãnh thổ quốc gia, bao gồm cả lãnh hải và không gian mở rộng, chuẩn bị và thực hiện cuộc đấu tranh vũ trang và tổ chức, xây dựng, trang bị vũ khí vũ trang đáp ứng nhu cầu quốc phòng.
Bộ này thực hiện các nghĩa vụ quân sự với sự tham gia của các cơ quan Đảng và cơ quan nhà nước, các tổ chức kinh tế, các tổ chức xã hội và công dân khác.
Ngoài ra để thực hiện các chức năng, Bộ được tích hợp bởi các cơ quan quản lý của bộ máy trung ương, các lực lượng vũ trang, đơn vị quân đội và các tổ chức và thực thể khác.

## Lịch sử

### Giai đoạn đầu
Ngày 1/1/1959, sau khi lật đổ chế độ độc tài Fulgencio Batista do Tổng Tư lệnh Fidel Castro Ruz chỉ huy, người đứng đầu quân đội cách mạng; tại Santiago de Cuba chính quyền cách mạng được thành lập do Manuel Urrutia Lleó làm người đứng đầu. Vào ngày 2/1, Urrutia đã ra quyết định công khai:
| “ | "...ủng hộ Tổng Tư lệnh Fidel Castro Ruz làm lãnh đạo lực lượng lục quân, hải quân và không quân, theo Hiến pháp năm 1940, tương ứng với lãnh đạo hàng đầu của quốc gia." | ” |

Ngày hôm sau, Fidel ra quân lệnh đầu tiên. Một phần của nó thể hiện:
| “ | "Xét rằng: Bởi tổng thống lâm thời của Chính phủ Cách mạng Cộng hòa Cuba, tôi được trao các quyền phù hợp của Tổng Tư lệnh Lục quân, Hải quân và Không quân, tôi tiến hành tổ chức hợp nhất chung các lực lượng. Trước đó: Khi sử dụng các quyền lực được trao, tôi đã xử lý: phê duyệt và thi hành, những điều sau đây: Quân lệnh số 1: Tư lệnh Camilo Cienfuegos Gorriarán được chỉ định làm Tư lệnh tất cả các lực lượng Lục quân, Hải quân và Không quân nằm ở tỉnh Havana..." | ” |

Nền tảng của Bộ các Lực lượng Vũ trang Cách mạng là Bộ Quốc phòng. Vào ngày 5/1, theo Nghị định số 22 của Tổng thống, Bộ trưởng Bộ Nội vụ Luis Orlando Rodríguez, được chỉ định là quyền Bộ trưởng Bộ Quốc phòng, và vào ngày 20/1, Tổng thống Urrutia bổ nhiệm Tư lệnh Augusto Martínez Sánchez vào chức vụ Bộ trưởng Bộ Quốc phòng. Trong những ngày tiếp theo, các luật khác được quy định điều chỉnh các lực lượng vũ trang cho phù hợp với tình hình hiện thời. Theo Nghị định số 377, được ban hành ngày 2/2, Tư lệnh Raúl Castro được bổ nhiệm làm Tư lệnh thứ hai Lục quân, Hải quân và Không quân Cộng hòa Cuba.
Ngày 13/2/1959, khi Hội đồng Bộ trưởng của Chính phủ Cách mạng phê duyệt đề nghị Fidel đảm nhận chức vụ Thủ tướng, Nghị định số 564 của Tổng thống ban hành đã trao chức vụ Tổng Tư lệnh Lục quân, Hải quân và Không quân cho Raúl. Tuy nhiên trên thực tế Fidel vẫn là Tổng Tư lệnh cho đến năm 2008.
Các cơ quan chính phủ khác nhau đã được chính quyền cách mạng thay đổi để đạt được mục tiêu cách mạng: bằng Đạo luật số 100 của 23/2/1959, Bộ Quốc phòng gồm 7 tổng cục đó là: hỗ trợ kỹ thuật, vật chất và văn hóa cho người dân; Xây dựng nhà ở người dân; Lâm nghiệp trồng rừng; Xây dựng và tổ chức trường học tại các thành phố; Xây dựng và tổ chức các hiệp hội và Hợp tác xã tiêu dùng, sản xuất nông nghiệp, thương mại và công nghiệp; Xây dựng bãi biển; và Hỗ trợ nạn nhân của chiến tranh và gia đình của họ. Các cấu trúc tương tự đã được phát triển ở các cơ quan nhà nước khác để đạt được mục tiêu cách mạng to lớn mà Cách mạng đã đạt được trước đó.
Tuy nhiên, các hoạt động của Bộ Quốc phòng không đáp ứng nhu cầu quốc phòng vũ trang đất nước, dẫn đến việc ngừng hoạt động. Thay vào đó, việc thành lập Bộ Lực lượng Vũ trang Cách mạng, chịu trách nhiệm chuẩn bị phòng thủ quốc gia, đã được tổ chức. Khi đó, Tư lệnh Camilo Cienfuegos là Tư lệnh Lục quân Cách mạng; Tư lệnh Juan Almeida Bosque là Tư lệnh Không quân Cách mạng; Trung tá Juan Manuel Castiñeiras là Tư lệnh Hải quân Cách mạng; và Tư lệnh Raúl Castro là Tổng Tư lệnh ba binh chủng này.

### Thành lập
Việc thành lập Bộ các Lực lượng Vũ trang Cách mạng và sau đó bổ nhiệm Raul Castro Ruz đứng đầu, là một trong những quyết định quan trọng nhất được Chính phủ Cách mạng áp dụng vào năm 1959.
Đó không phải là một sự sắp xếp ngẫu nhiên. Đến ngày thành lập, ngày 16/10/1959, các thể chế quân sự Cuba đã hoạt động với một cấu trúc tương tự như của quân đội trước đó. Sự thừa hưởng khuôn khổ thể chế, trong đó có sự tồn tại của Bộ Quốc phòng, không tương ứng với nhiệm vụ mới đòi hỏi dành cho cuộc cách mạng Cuba. Sau nhiều tháng nghiên cứu để tạo ra một cơ thể đó, từ quan điểm chính trị và cách mạng, khuyến khích sự tích hợp của các lực lượng vũ trang, có thể thiết lập một lực lượng vũ trang có quân đội, bảo vệ vì lợi ích thuần túy, là sự bảo đảm phòng thủ bảo vệ tổ quốc.
Vào tháng 10/1959, các điều kiện tạo ra Bộ các lực lượng vũ trang Cách mạng được thống nhất. Do đó, tại cuộc họp của Hội đồng Bộ trưởng, vào ngày 16/10, Nghị định 599 đã được phê chuẩn, với sự giải thể của Bộ Quốc phòng và Nghị định 600, với sự thành lập Bộ các Lực lượng Vũ trang Cách mạng (MINFAR). Tư lệnh Raúl Castro Ruz được bổ nhiệm làm Bộ trưởng, trong khi Tư lệnh Martínez Sánchez tiếp tục giữ các vị trí lãnh đạo trong Bộ Lao động.
Bộ các Lực lượng Vũ trang Cách mạng có quyền tái phán cho tất cả các lực lượng vũ trang, nghị định thành lập đã cho 60 ngày để Bộ trưởng Raul Castro đề xuất dự thảo Luật hữu cơ cho tổ chức mới. Ngoài ra, nó ra lệnh giải thể các lực lượng Quân Hiến, Hải quân, Cảnh sát Quốc gia và Bộ Tham mưu liên quân. Thay vào đó thành lập các tổ chức Lục quân Cách mạng, Không quân Cách mạng, Hải quân Cách mạng và Cảnh sát Cách mạng Quốc gia,trực thuộc Bộ các Lực lượng Vũ trang Cách mạng Cuba.
Một tuần sau, vào ngày 26/10/1959, Dân quân Cách mạng Quốc gia đã được thành lập và Bộ các Lực lượng Vũ trang Cách mạng đảm đương nhiệm vụ lớn đầu tiên, là tổ chức và chuẩn bị lực lượng nhân dân này.

### Tiêu diệt lực lượng phản cách mạng
Mặc dù có quân đội 38,000 quân và sự ủng hộ rộng rãi của quần chúng, Thủ tướng Fidel đã không thể dập tắt một thế lực ngầm ở địa phương, chúng được hậu thuẫn bởi bọn phản động chống lại chính quyền cách mạng Cuba ở Floria và Cộng hòa Dominica. Ngay khi Raúl nhận chức Bộ trưởng Bộ các Lực lượng Vũ trang Cách mạng ông đã tích cực mua vũ khí từ châu Âu gồm thuyền tuần tra và máy bay phản lực Hawker Hunter.
Lực lượng phản cách mạng đóng tại tỉnh Pinar del Rio, tỉnh cực tây của Cuba, nơi những người trồng thuốc lá giàu có đứng trước cuộc cải cách nông nghiệp của Fidel. Quân phản cách mạng cầm đầu bởi một cựu hạ sĩ quân đội Batista tên là Luis Lara. Tháng 9/1959, quân đội Cách mạng đã bắt được 20 người của Lara, trong đó có hai phi công máy bay Hoa Kỳ. Nhưng Lực lượng Lara vẫn còn mạnh.
Nguồn cung cấp đến vào ban đêm trên những chiếc máy bay nhỏ bay từ miền nam Florida. Tháng 9/1959, chính phủ Fidel đã ra lệnh giới nghiêm từ 6 giờ chiều đến 8 giờ sáng đối với các chuyến bay bằng máy bay hạng nhẹ, sau một cuộc biểu tình chính thức ở Washington về việc các phiến quân chống Castro sử dụng lãnh thổ ở Florida.
Ngày 18/10/1959, Lara chính thức bị bắt bởi lực lượng cách mạng, một ngày trước đó Tổng thống độc tài Dominica Rafael Leónidas Trujillo thăng chức Lara làm Tư lệnh. Lực lượng phản cách mạng Lara chính thức bị đánh bại bằng một cuộc hành quân từ trại Managua đến tỉnh Pinar del Rio.

## Nền móng quốc phòng
Tất cả các nỗ lực quân sự được dành riêng cho việc bảo vệ lãnh thổ của đất nước. Cốt lõi của bản chất phòng thủ với các hành động và kháng chiến rộng rãi như một cách để đối mặt với một cuộc xâm lược quân sự nước ngoài, là quan niệm về cuộc chiến toàn dân.
Các Hiến pháp nước Cộng hòa Cuba khẳng định rằng việc bảo vệ tổ quốc xã hội chủ nghĩa là vinh dự lớn nhất và trách nhiệm tối cao của mỗi người dân Cuba.

## Học thuyết Quân sự
Do địa lý gần với Hoa Kỳ đồng thời với chính sách thù địch, quan điểm về cuộc đấu tranh của Cuba là một quốc gia nhỏ bé với sự phát triển kinh tế hạn chế và việc áp dụng một học thuyết quân sự của người bản địa và lai ở quốc gia này.
Học thuyết quân sự của Nhà nước Cuba là tập hợp các ý tưởng và quan niệm dựa trên khoa học, được Nhà nước thông qua về bản chất, các mục tiêu, nhân vật, đặc thù và hậu quả của chiến tranh; để chống lại các hành động xâm lược của bất cứ quốc gia nào.

## Dân phòng
Hệ thống các biện pháp nhà nước được thực hiện từ thời gian hòa bình và trong các tình huống đặc biệt để bảo vệ dân số và nền kinh tế. Bộ Quốc phòng được hình thành như một hệ thống phòng thủ của một bản chất nhà nước, được thực hiện trong thời gian hòa bình và trong các tình huống đặc biệt, với mục đích bảo vệ dân số và nền kinh tế quốc gia chống lại vũ trang, tiêu diệt quân xâm lượng và trong trường hợp thiên tai hoặc các loại thảm họa khác, cũng như hậu quả của môi trường. Nó cũng bao gồm việc thực hiện các công việc cứu hộ và sửa chữa khẩn cấp các sự cố trong các trung tâm hủy diệt hoặc ô nhiễm.
Chủ tịch Hội đồng Nhà nước chỉ đạo lực lượng dân phòng thông qua Bộ các Lực lượng Vũ trang Cách mạng, người giữ chức vụ Tổng Tham mưu Dân phòng Quốc gia. Chủ tịch Hội đồng Chính quyền Nhân dân tỉnh và thành phố là thủ trưởng dân phòng trong lãnh thổ tương ứng và được tính với các cơ quan chuyên môn cùng cấp.

## Lực lượng vũ trang cách mạng
Lực lượng vũ trang cách mạng được giáo dục các nhiệm vụ cơ bản là chống lại quân xâm lược, góp phần phát triển kinh tế và bảo vệ môi trường. Hiến pháp quy định rằng Chủ tịch Hội đồng Nhà nước và lãnh đạo Chính phủ đóng vai tối cao của Lực lượng lượng vũ trang cách mạng và xác định tổ chức tổng thể.

## Lãnh đạo qua các thời kỳ
| STT | Họ và tên                            | Hình | Nhiệm kỳ   | Nhiệm kỳ   | Chức vụ | Ghi chú                |
| --- | ------------------------------------ | ---- | ---------- | ---------- | --- | ---------------------- |
| 1   | Augusto Martínez Sánchez (1923-2013) |      | 20/1/1959  | 16/10/1959 | Bộ trưởng Bộ Quốc phòng |                        |
| 2   | Raúl Castro Ruz (1931-)              |      | 16/10/1959 | 24/2/2008  | Ủy viên Bộ Chính trị Bí thư thứ hai Trung ương Đảng Phó Chủ tịch thứ nhất Hội đồng Nhà nước và Hội đồng Bộ trưởng Bộ trưởng Bộ các Lực lượng Vũ trang Cách mạng |                        |
| 3   | Julio Casas Regueiro (1936-2011)     |      | 24/2/2008  | 3/9/2011   | Ủy viên Bộ Chính trị Phó Chủ tịch Hội đồng Nhà nước Bộ trưởng Bộ các Lực lượng Vũ trang Cách mạng                                                               | Mất khi đang tại nhiệm |
| 4   | Leopoldo Cintra Frías (1941-)        |      | 9/11/2011  | 15/4/2021  | Ủy viên Bộ Chính trị Phó Chủ tịch Hội đồng Nhà nước Bộ trưởng Bộ các Lực lượng Vũ trang Cách mạng                                                               | [ 2 ]                  |
| 5   | Álvaro López Miera (1943-)           |      | 15/4/2021  | nay        | Ủy viên Bộ Chính trị Bộ trưởng Bộ các Lực lượng Vũ trang Cách mạng                                                                                              | [ 3 ]                  |

## Công nghiệp Quốc phòng
Ngoài việc hoàn thành các nhiệm vụ hỗ trợ hậu cần, Bộ cũng phát triển các sản phẩm và dịch vụ dân dụng quan trọng cho thị trường trong nước và quốc tế, trong một quá trình chuyển đổi đặc trưng bởi quản lý kinh doanh tiên tiến. Liên hiệp Công nghiệp Quân sự có nhiệm vụ bảo đảm sửa chữa vũ khí trang bị và kỹ thuật trang bị cho các đơn vị lục quân, không quân và hải quân của Lực lượng vũ trang cách mạng, cũng như hiện đại hóa theo định kỳ của Bộ cho phù hợp với tiến bộ công nghệ phát triển của thế giới. Liên hiệp Công nghiệp Quân sự cũng có một loạt nhà máy sản xuất vũ khí bộ binh hạng nhẹ, đạn dược, mìn và các loại phương tiện khác nhau.
Hệ thống cơ sở sửa chữa chung và các công ty công nghiệp khác có cơ sở trên khắp cả nước. Bao gồm các xưởng lớn chuyên về xe tăng, pháo binh, hàng không, hải quân, liên lạc vô tuyến, giao thông vận tải, radar, hệ thống tên lửa, sản xuất luyện kim và những thứ khác.
Trình độ chuyên môn cao, kỷ luật công nghệ và trang thiết bị hiện đại giúp Cuba có thể đảm nhận các công việc kỹ thuật phức tạp cao. Ngoài việc sản xuất dành cho các đơn vị FAR, Liên hiệp Công nghiệp Quân sự còn phát triển các sản phẩm quan trọng được thương mại hóa trên thị trường quốc gia và quốc tế. Ngành Công nghiệp Quân đội đã đi đầu trong việc giới thiệu và áp dụng các kỹ thuật quản lý kinh doanh tiên tiến nhất.